# Soest (Alemanha)
Soest é uma cidade da Alemanha localizado no distrito de Soest, região administrativa de Arnsberg, estado de Renânia do Norte-Vestfália.